# Vintage Books
Vintage Books — импринт издательской группы Penguin Random House, издающий книги в формате мягкой обложки для массового рынка. Издательство было основано Альфредом Кнопфом в 1954 году. В апреле 1960 компания была куплена Random House, а британское отделение было основано в 1990. После объединения Random House с Bantam Doubleday Dell торговая марка Doubleday Anchor Books была объединена с Vintage. После слияния Random House с Penguin Group Vintage UK был передан Penguin UK.
В дополнение к изданию классических и современных книг в мягкой обложке под маркой Vintage, издательство также контролирует издательства Bodley Head, Jonathan Cape, Chatto & Windus, Harvill Secker, Hogarth Press, Square Peg и Yellow Jersey. В 2003 году Vintage начало издание некоторых произведений в формате мягкой обложки для массового рынка.

## Известные авторы
- Альбер Камю
- Роберт Каро[англ.]
- Джоан Дидион
- Дэйв Эггерс
- Ральф Эллисон
- Джеймс Эллрой
- Уильям Фолкнер
- Дэшил Хэммет
- Джейн Джекобс
- Габриэль Гарсиа Маркес
- Кормак Маккарти
- Тони Моррисон
- Харуки Мураками
- Владимир Набоков
- В. С. Найпол
- Филип Рот
- Уильям Стайрон
- Джозеф Хеллер

## Указание издания
Первые издания, издательства Vintage Books имеют текст «First Edition» и число '1' в выходных сведениях, прямо над копирайтом. Число присутствует во всех редакциях.